# Szilágyi Enikő
Szilágyi Enikő, születési nevén Borbély Enikő Mária (Kolozsvár, 1952. december 19. –) Jászai Mari-díjas romániai magyar színésznő, érdemes művész. Édesapja Borbély Ferenc teológus, majd a kolozsvári állami magyar opera lírai tenorja (1922–1975). Édesanyja Szász Ilona Polixéna tanítónő, az erdélyi templom- és műemléképítő Szász István unokája.

## Pályakép
A Marosvásárhelyi Színművészeti Főiskolán szerzett diplomát 1978-ban. 1978-tól Marosvásárhelyen, 1988-től a Kolozsvári Állami Magyar Színház meghívott vendége. 1989-ben férjével együtt elhagyta Romániát. Először Hollandiába mentek, majd Belgiumba.
Fél évet élt Hollandiában majd Belgiumban 5 évet, ahol tökéletesítette francia tudását és megtanult hollandul. 1993-ban Lengyel György szerződtette Debrecenbe, a Csokonai Színházhoz. Francia sanzonokat tanult. Jacques Brel, Georges Brassens, Léo Ferré dalai mellett megzenésítette Pablo Neruda, García Lorca, Charles Baudelaire, Paul Verlaine, Arthur Rimbaud verseit. 1995-től a Kecskeméti Katona József Színházban, majd 1997-től újra a debreceni Csokonai Színház tagja.
1999-ben a Budapesti Kamaraszínház tagja két évadon át, majd szabadúszó vendégművészként játszik a Merlin Színházban, a Bárka Színházban, a Thália Színházban, a szolnoki Szigligeti Színházban, és a kolozsvári Állami Magyar Színházban 2006-ig. Négyszer kapott alakítási nívódíjat, a szép magyar beszédért Kazinczy-díjat, majd a Magyar Köztársasági Érdemrend Lovagkeresztjével tüntették ki.
2006 óta Párizsban élt, majd visszatért Budapestre.
New Yorkban, Brüsszelben, Londonban, Berlinben, Párizsban és Budapesten játszik és koncertezik.
A francia sanzon, Barbara, Jacques Brel, Piaf, Georges Brassens, Léo Ferré, Kurt Weill dalai mellett, Pablo Neruda, García Lorca, Charles Baudelaire, Paul Verlaine, Arthur Rimbaud megzenésített verseinek előadásaival aratott nagy sikereket. 2017-ben A Francia Köztársaság Kulturális Minisztériuma, a Művészet és Irodalom Lovag díjjal jutalmazta kiváló minőségi munkáját.
Rendszeresen lép fel Magyarországon és Erdélyben, a magyar irodalom kiváló költőinek, íróinak műveivel ajándékozza meg közönségét.
2021-től a Színház- és Filmművészeti Egyetem tanára.

## Színházi szerepei
- Machiavelli: Mandragora, Lukrécia
- F.G. Lorca: Vérnász, Menyasszony
- G.B. Shaw: Szartoriusz úr házai, Blanche
- Bródy Sándor: Tanítónő, Hray Ida
- Horia Lovinescu: Utolsó futam, Anna
- Horia Lovinescu: Mi lesz velünk reggelig?, Színésznő
- I.L. Caragiale: Megtorlás, Anka
- H. Lovinescu: Elet és halál játéka a hamusivatagban, Anna
- Szép Ernő: Lila akác, Bizonyosné
- Szép Ernő: Patika, Etelka patikusné
- Emlékek kávéháza zenés irodalmi est
- Paul Everac: Az ötödik hattyú, Dufy
- Liviu Rebreanu: Szerelmi háromszög, Tina
- William Gibson: Ketten a hintán, Gittel Mosca
- Ion D. Serban: Olimpia asszony panziója, Olimpia
- Aurel Baranga: Premier, Alexandra Dan színházigazgatónő
- B. Brecht: Kurázsi mama, Yvette
- Kincses Elemér: A porond, Éva
- J. Steinbeck: Egerek és emberek, Curleyne
- Shakespeare: Vízkereszt, Viola
- Romulus Guga: A polgárság alkonya, Fiatal lány
- Romulus Guga: Középkori történet, Anna
- G.B. Shaw: Warrenné mestersége, Vivie
- I.L. Caragiale: Zűrzavaros éjszaka, Veta
- Carlo Goldoni: A fogadosné, Mirandolina
- B. Brecht: Koldusopera, Polly
- Shakespeare: III Richard, Lady Anne
- Sigmond István: Szerelemeső, Krisztina
- A.B. Vallejo: Ítélet az éjszakában, Julia
- Elise Wilk: Eltűntek, Kathi

Debreceni Csokonai Színház:
- Ibsen: Hedda Gabler, Hedda
- Gabler O’Neill: Amerikai Elektra, Christine
- Hubay Miklós: Hova lett a rózsa lelke?, Márkus Emilia
- Sütő András: Pompás Gedeon, Anna
- F. Schiller: Stuart Mária, Stuart Mária
- Th. Wilder: Szent Lajos király hídja, Camilla
- F. Dosztojevszkij: Bűn és bűnhődés, Katyerina
- Nagy András: A papagáj, Jászai Mari
- Nagy András: Mi hárman, Szabó Lőrincz felesége, Klara
- Borbély Szilárd: Kameraman, Nő
- Hamvai Kornél: Márton partjelző fázik, Denise
- Szabó Magda: Béla király, Laszkarisz
- Mária Németh László: Galileo Galilei, Niccolininé *Eduardo de Filippo: Szombat, vasárnap, hétfő, Anya

Kecskeméti Katona József Színház:
- R. Kipling: A Dzsungel könyve, Baghira
- F.G. Lorca: Yerma, Yerma
- I.L. Caragiale: Farsang, Mica Baston
- Carlo Goldoni: Chioggiai csetepaté, Pasqua asszony
- Jakobi Viktor: Sybill, Nagyhercegnő

Budapesti Kamaraszínház:
- Pam Gems: Marlene, Marlene Dietrich
- Szakonyi Károly: Életem Zsóka, Zsóka
- Fekete Sas sanzonest

Budapesti Thália Színház:
- Görgei Gábor: Rokkokó háború, Elnöknő
- Visky András: Júlia, Júlia
- Samuel Beckett: Játék, A2

Szolnoki Szigligeti Színház:
- Margueritte Duras: Ketten egyedül, A nő

Bárka Színház (Budapest):
- Luigi Pirandello: Hat szereplő szerzőt keres, Diva

Merlin Színház (Budapest):
- H. Ibsen: A tenger asszonya, Elida
- Heiner Müller: Medea material, Medea

Millenáris Centrum (Budapest):
- Vidovszky László: Nárcisz és Echo, Echo

Előkészületben: Budapesti Operettszínház:
- Ez már a feltámadás – Trianon emlékest
- Kilenc music hall, Lillian de Guy

Magyar-francia irodalmi zenés estek, magyar-francia kultúra, zene és költészet:
- Djéjazet Színház, Párizs – Bonsoir Barbara
- Essaïon Színház, Párizs – L'aigle noir – De Kurt Weill á Paris
- Théâtre de Nouveautés , Párizs – Barbara l'amour et rien d'autre
- Lucèrnaire Színház , Párizs – S.Beckett: Comedie, A2
- Païva Palota, Párizs – De Kurt Weill á Paris- *Barbara l'amour et rien d'autre- Voyage dans l'art
- Salle Gaveau, Párizs – Barbara l'amour et rien d'autre
- Théátre l'Archipel, Párizs – Georges Sand et Chopin, Georges Sand – De Kurt Weill á Paris – Jacques Brel et moi

Magyar Rádiószínház (Budapest):
- F. Dosztojevszkij : Bűn és bűnhődés, Katyerina
- Hubay Miklós: Hova lett a rózsa lelke? Márkus Emilia
- Szakonyi Károly: Örvény, Polina Szuszlova
- Szakonyi Károly: Kossuth, Kossuth szerelme
- Szakonyi Károly: Jadwiga párnája, Jadwiga Marina
- Vlady: Szerelmem Viszockij, Marina Vlady

## Filmszerepei
Románia, Franciaország:
- 1979 – Falanszter, rendező: Savel Stiopul – Stancuta
- 1980 – Szegény Ioanide, rendező: Dan Pita – Ioana Valsamachi
- 1980 – A szerelmem utolsó éjszakája, a háború első éjszakája, rendező: Sergiu Nicolaescu – Petra
- 1980 – Szitakötős tasak, rendező: Manole Marcus – Martha
- 1981 – A zsoldosok csapdája, rendező: Sergiu Nicolaescu – Ana
- 1981 – Névtelen csillag, rendező: Eugen Todoran – Mona
- 1981 – Irány Mahmudia, rendező: Alexandru Boiangiu – Mária festőművész
- 1982 – Zsarolás, rendező: Geo Saizescu – Eliza
- 1982 – Hódító Vilmos, rendező: Gilles Grangier – Flandriai Matild királynő, Hódító Vilmos felesége
- 1983 – Bukarest rejtelmei, rendező: Doru Nastase – Elisafta
- 1984 – Veszélyes repülés, rendező: Francisc Munteanu – Ruxandra belsőépítész
- 1984 – Horea, rendező: Mircea Muresan – Bánffy Ágnes grófnő
- 1984 – Bachus titka, rendező: Geo Saizescu – Gabi
- 1985 – Aurika kisasszony, rendező: Serban Marinescu – Clara
- 1986 – Nyitott út, rendező: Nicu Stan – Klára mérnöknő

Magyarország:
- 2000 – Balra a nap nyugszik, rendező: Fésös András – Pincérnő
- 2002 – Kulcslyukon surranó szerelem, rendező: Orosz Dénes – Anya
- 2003 – Ezt kell beoszd mára, bébi! rendező: Dékány Barbara – dr. Hirsch
- 2005 – A fény ösvényei, rendező: Mispál Attila – Anya

## Díjai, elismerései
- 1978 – A Románia-i Costinesti-i Ifjúsági Színházi Fesztivál női alakítási díja
- 1993/94 – Debrecen városának Nívódíja kiemelkedő művészeti tevékenységéért
- 1994/95 – Debrecen városának Nívódíja kiemelkedő művészeti tevékenységéért
- 1997/98 – Debrecen városának Nívódíja kiemelkedő művészeti tevékenységéért
- 1998 – Kazinczy-díj a példamutatóan szép magyar beszédért
- 1998/99 – Debrecen városának Nívódíja kiemelkedő művészeti tevékenységéért
- 2002 – A Magyar Köztársasági Érdemrend lovagkeresztje maradandó művészi élményt nyújtó színházi és rádiós alakításaiért
- 2012 – Ars Cinematografica díj a román filmművészetben nyújtott kiemelkedő művészeti alakításaiért
- 2017 – Francia Köztársaság Kulturális Minisztériumának Művészet és Irodalom Lovagrendje kiváló művészeti munkásságáért
- 2021 – Őze Lajos-díj[2]
- 2023 – Jászai Mari-díj
- 2023 – Kiváló művész – Román Filmszerzők és Filmkészítők Egyesülete, Bukarest
- 2025 – Érdemes művész